# Луцій Мунацій Планк
Луцій Мунацій Планк (лат. Lucius Munatius Plancus; 87, Тібур — 15 рік до н. е.) — політичний та військовий діяч пізньої Римської республіки та ранньої Римської імперії, консул 42 року до н. е., цензор 22 року до н. е., відомий красномовець.

## Життєпис
Походив з роду вершників Мунаціїв. Син Луція Мунація Планка. Кар'єру починав з братами Титом і Гнеєм. Замолоду затоваришував з Марком Цицероном.
У 54 році до н. е. став членом сенату, першим зі свого роду. Вперше відзначився як легат Гая Юлія Цезаря під час Гальської війни. Добре себе проявив у війні із гальським племенем белгів.
Відправляючись на війну із Гнеєм Помпеєм, Цезар у 49 році до н. е. призначив Планка проконсулом Трансальпійської Галії. Тривалий період громадянської війни 49—46 років до н. е. Луцій Мунацій не брав участі у цій війні, забезпечуючи римське володарювання у Галії. У 46-45 роках до н. е. був префектом Риму. Під час каденції разом з колегою Гаєм Кловієм карбував золоті ауреї з іменем Гая Юлія Цезаря.
У 44 році до н. е. знову призначений проконсулом Трансальпійської Галії. У цей період заснував міста Августа Рауріка (сучасне м. Аугст) у 44 році до н. е. (поблизу сучасного Базеля, Швейцарія) та Лугдун у 43 році до н. е. (сучасний Ліон, Франція). Змусив гальського вождя Аттамоса (або Апамоса) карбувати на своїх бронзових монетах ім'я Луція Мунація Планка. 
З початком боротьби республіканців з Марком Антонієм, Планк прийняв сторону сенату, підтримував гарні стосунки з Марком Тулієм Цицероном, з яким підтримував тривале листування. Згодом допоміг розбити Марка Антонія у Цизальпійській Галії. У 42 році до н. е. став консулом разом з Марком Емілієм Лепідом.
Втім незабаром підтримав Марка Антонія. Завдяки цьому у 40 році до н. е. стає намісником провінції Азії. У 36 році до н. е. передав цю провінцію Лабієну.

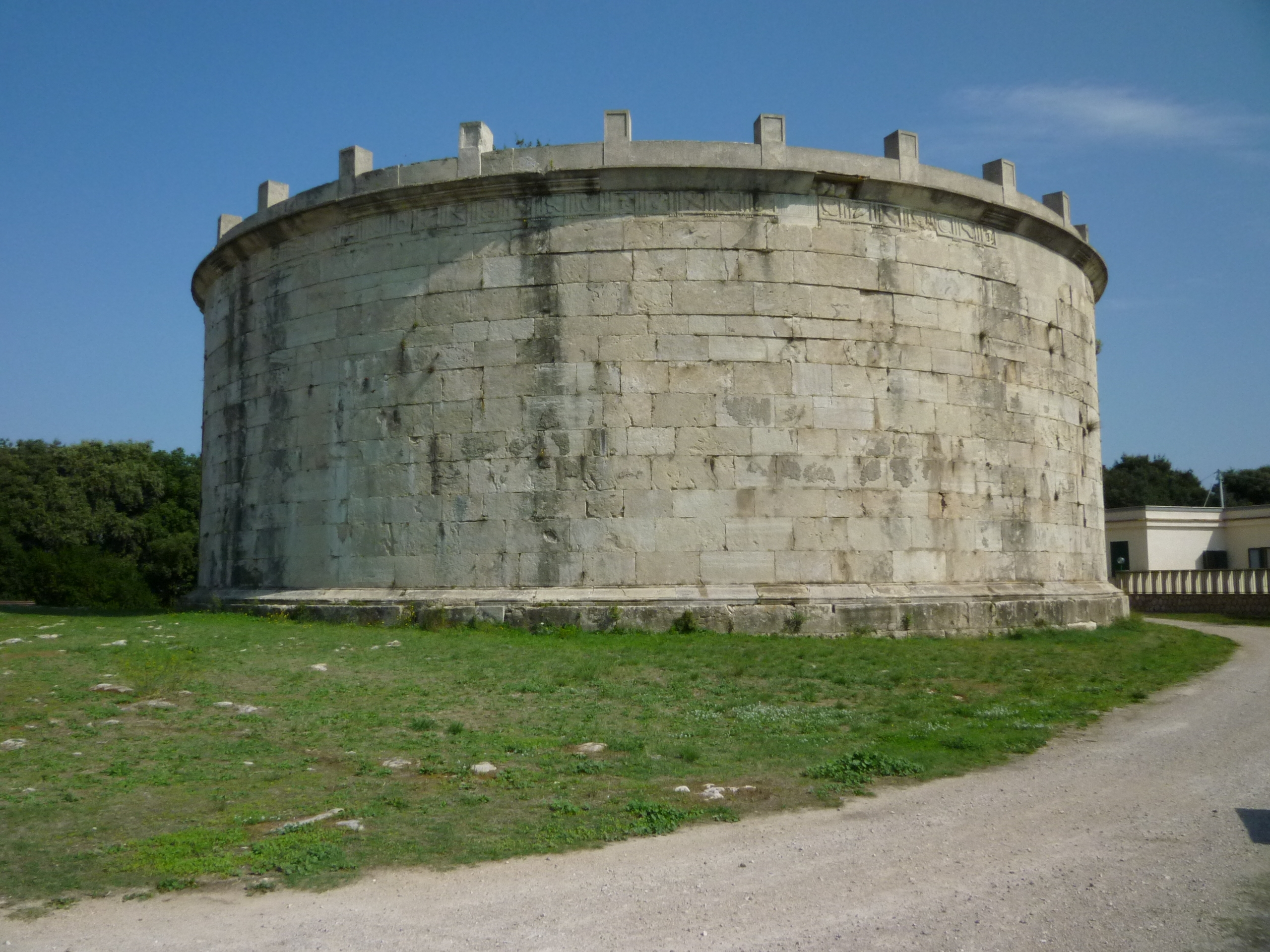
Мавзолей Луція Планка в Гаеті

З 35 до 33 році обіймав посаду проконсула Сирії. На цій посаді допомагав у війні римлян проти Парфії, а також карбував золоті та срібні монети з ім'ям Марка Антонія. У 34 році до н. е. брав участь у вірменському поході. Після цього походу Мунацій разом з Антонієм перебував в Александрії Єгипетській. Незрозуміла політика Антонія змусила переглянути ставлення до того й перейти у 32 році до н. е. на бік Октавіана Августа.
Після перемоги та повернення Октавіана до Риму 16 січня 27 року до н. е. запропонував присвоїти Октавіану титул «Август», що й було прийнято сенатом.
У 22 році став цензором разом з Павлом Еміліїм Лепідом. Під час своєї каденції розпочав спорудження Храму Сатурна у Римі, який було завершено у 20 році до н. е..
Помер у 15 році до н. е. у Гаеті (Кампанія, Італія).

## Родина
Дружина (ім'я невідоме)
Діти:
- Луцій Мунацій Планк, консул 13 року